# Control de esfínteres infantil

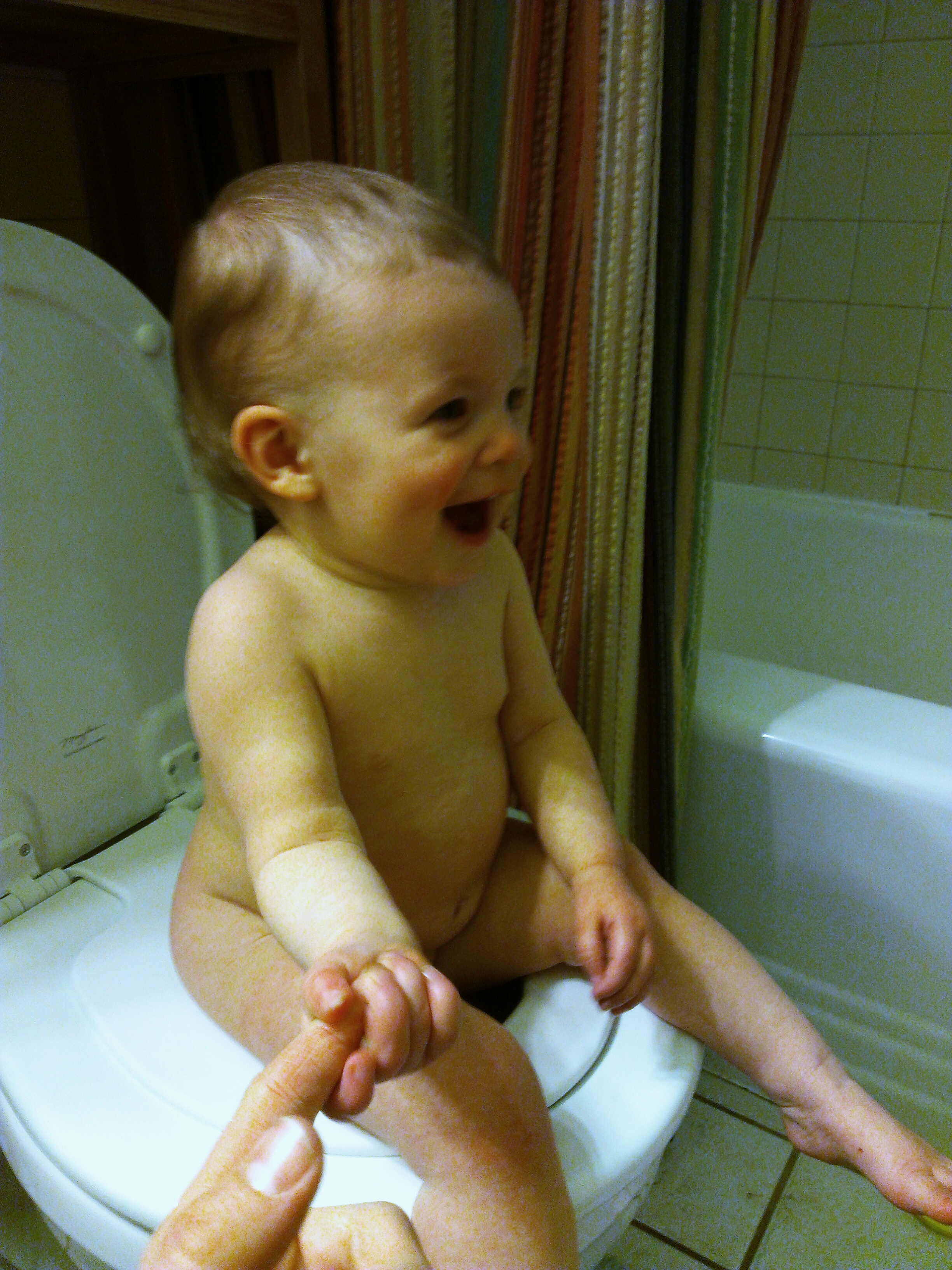
Bebé con adaptador de WC

Control de esfínteres infantil es la capacidad fisiológica de controlar y contener los esfínteres anales (defecación) y esfínter uretral (orina), La edad de inicio de control de dichos esfínteres varía de un niño a otro, pero en términos generales va de los 18 a los 24 meses, esto depende del grado de madurez y desarrollo de los músculos y nervios que hacen posible el control voluntario de los esfínteres; el control de la  defecación  suele ser primero que el de la micción.
Dicha capacidad sigue una secuencia evolutiva y depende de dos factores que se interrelacionan entre sí: la maduración neurológica y la maduración psicoafectiva.
La maduración neurológica es el proceso neurológico que implica la capacidad muscular de controlar la vejiga, el control del esfínter y el reflejo de micción. Este proceso de maduración finaliza alrededor de los 4 años y debería quedar totalmente consolidado alrededor de los 7 u 8 años de edad.
En cuanto a la maduración psicoafectiva se relaciona con el desarrollo emocional afectivo y consistente, que dependen de una relación interpersonal positiva donde predominan las emociones positivas sobre las negativas, que son las que provocan tensiones, estrés y malestar personal.

## Signos que indican cuando un niño está preparado para comenzar con el control de esfínteres
Para que el aprendizaje en el control de esfínteres constituya un proceso natural y sano en el que el niño sienta el respaldo y apoyo de sus padres, debemos contar con tres elementos fundamentales: tiempo, paciencia y comprensión.
Es posible que su niño esté preparado para comenzar con el control de esfínteres cuando:
- Pueda permanecer sin mojarse durante varias horas.
- Siga instrucciones de uno o dos pasos.
- Sepa que necesita ir al baño.
- Utilice palabras o gestos demostrando que necesita usar la bacinilla
- Camine hacia la bacinilla y se siente en ella.
- Pueda subirse y bajarse los pantalones.
- Demuestra interés por usar la bacinilla y utilice ropa interior

## Fomentar el Control de Esfínteres
La mejor manera de fomentar el control de esfínteres es a través del estímulo y la gratificación. A partir de los 18 meses se debe sentar al niño en un orinal o bacinica a la misma hora todos los días durante unos minutos, Con el tiempo ocurrirá la defecación o la micción espontánea. Este momento debe ser festejado con cariño, aprobación e incluso con regalos para que el niño aprecie la alegría que este comportamiento suscita en sus padres. Poco a poco dicho evento se repetirá y se transformará en rutina.

## Pasos a seguir cuando el niño está  preparado
A continuación describiremos los pasos a seguir:
1ra Semana
- Le quitamos el pañal y ponemos al niño/a en el baño.
- Le acompañamos y le hablamos mientras está en el baño.
- Alabamos lo que haga y le ponemos el pañal.
- Repetir la acción cada hora.

2da Semana
- Retiramos el pañal y colocamos al niño/a en el inodoro.
- El niño deberá permanecer sin pañal durante 30 minutos.
- Transcurrido este tiempo, le volvemos a colocar el pañal
- Repetir la acción cada hora y media.

3ra Semana
- Según la evolución, se alarga el periodo en el cual el niño/a permanece sin pañal.
- Progresivamente lograremos que el niño/a esté en la escuela y en la casa sin pañal.

4ta Semana
- Se intentará que el niño/a solo utilice pañal a la hora de la siesta y durante la noche.